# Daniel Rickardsson
Jan Olof Daniel Rickardsson, född 15 mars 1982 i Njutånger,, är en svensk före detta längdåkare. Han tävlade för Hudiksvalls IF på klubbsidan, och representerade Sverige i internationella tävlingar. Han hade ursprungligen främst framgångar i klassisk stil, men förbättrade sig på den fria stilen till säsongen 2010/2011. Richardsson gjorde sig även  känd för sin eleganta åkstil.

## Karriär
Rickardsson segrade den 7 januari 2010 i Tour de Ski-deltävlingen i Toblach (10 km klassiskt) vilket gav honom 50 världscuppoäng, men formellt räknas det inte som en seger i en världscupdeltävling.
Under OS 2010 i Vancouver var Daniel Rickardsson med och tog guldmedalj i stafetten på 4 x 10 km. Han kom dessutom 23:a i skiathlon 30 km, 22:a i 15 km fristil och sjua på den avslutande femmilen. 
Daniel Rickardsson kom trea i den första tävlingen på säsongen 2010/2011 15 km fristil i Gällivare. Dagen efter var han med och körde den tredje sträckan på stafetten med Mats Larsson, Johan Olsson och Marcus Hellner, som vann tävlingen.
Den 19 februari 2011 tog Rickardsson sin första riktiga seger i världscupen där han vann det klassiska loppet på 15 km individuellt. Han vann före norrmannen Martin Johnsrud Sundby.
Han blev svensk mästare på 50 kilometer 2011 och 2012, samt i stafett med Hudiksvalls IF 2011–2013. Han vann även SM Tour, sammanräkning av säsongens alla individuella svenska mästerskapslopp, 2013.
Rickardssons första individuella OS-medalj kom i olympiska vinterspelen 2014 i Sotji när han vann bronset i 15 km klassiskt. Detta efter en strulig försäsong och säsong, speciellt med tanke på den tragiska olyckan sommaren 2013. Loppet vanns av schweizaren Dario Cologna och silvret tog landslagskamraten Johan Olsson.
Den 8 mars 2014 vann Rickardsson Holmenkollens klassiska femmil i klassisk stil. Han segrade före hemmafavoriten Martin Johnsrud Sundby och ryssen Aleksandr Legkov. Rickardsson blev därmed den 16:e svensken att vinna den prestigefyllda tävlingen. 
Sedan 2022 har han varit guide för den synskadade längdåkaren Zebastian Modin.
2023 utsågs Rickardsson till tränare för juniorlandslaget i skidskytte.

## Bragdguld
Rickardsson vann tillsammans med Johan Olsson, Anders Södergren och Marcus Hellner Svenska dagbladets guldmedalj 2010 som delades ut under Idrottsgalan 2011.

## Trafikolycka
Rickardsson var den 14 juli 2013 inblandad i en trafikolycka utanför Iggesund. En bekant som fått punktering ringde Rickardsson för att be om hjälp. När han kom till platsen hjälptes de åt att byta det trasiga däcket. I samband med detta blev männen påkörda av en husbil. Kamraten avled och Rickardsson skadades lindrigt.

## Bilder

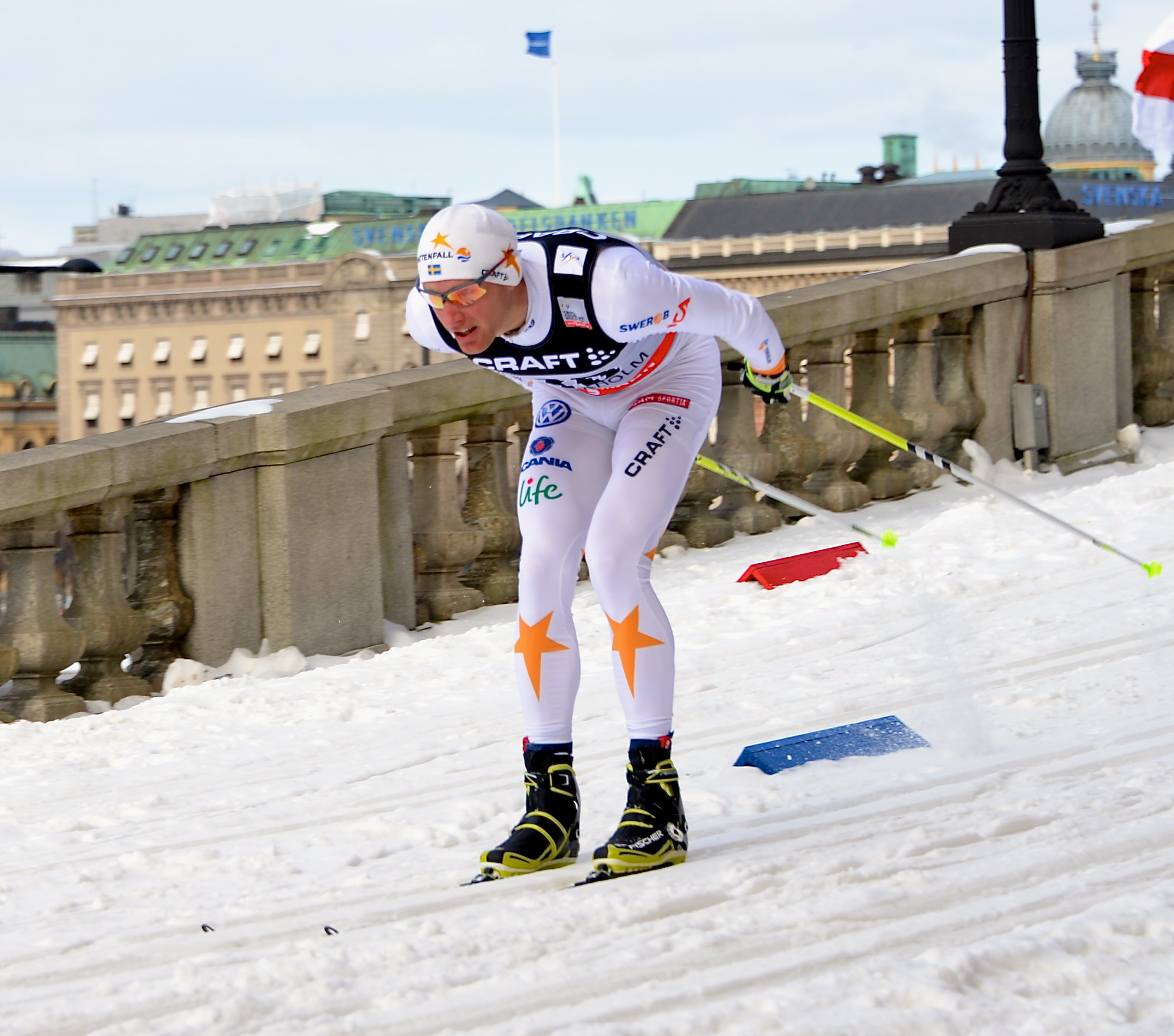
Daniel Rickardsson på Royal Palace Sprint i Stockholm 2013.
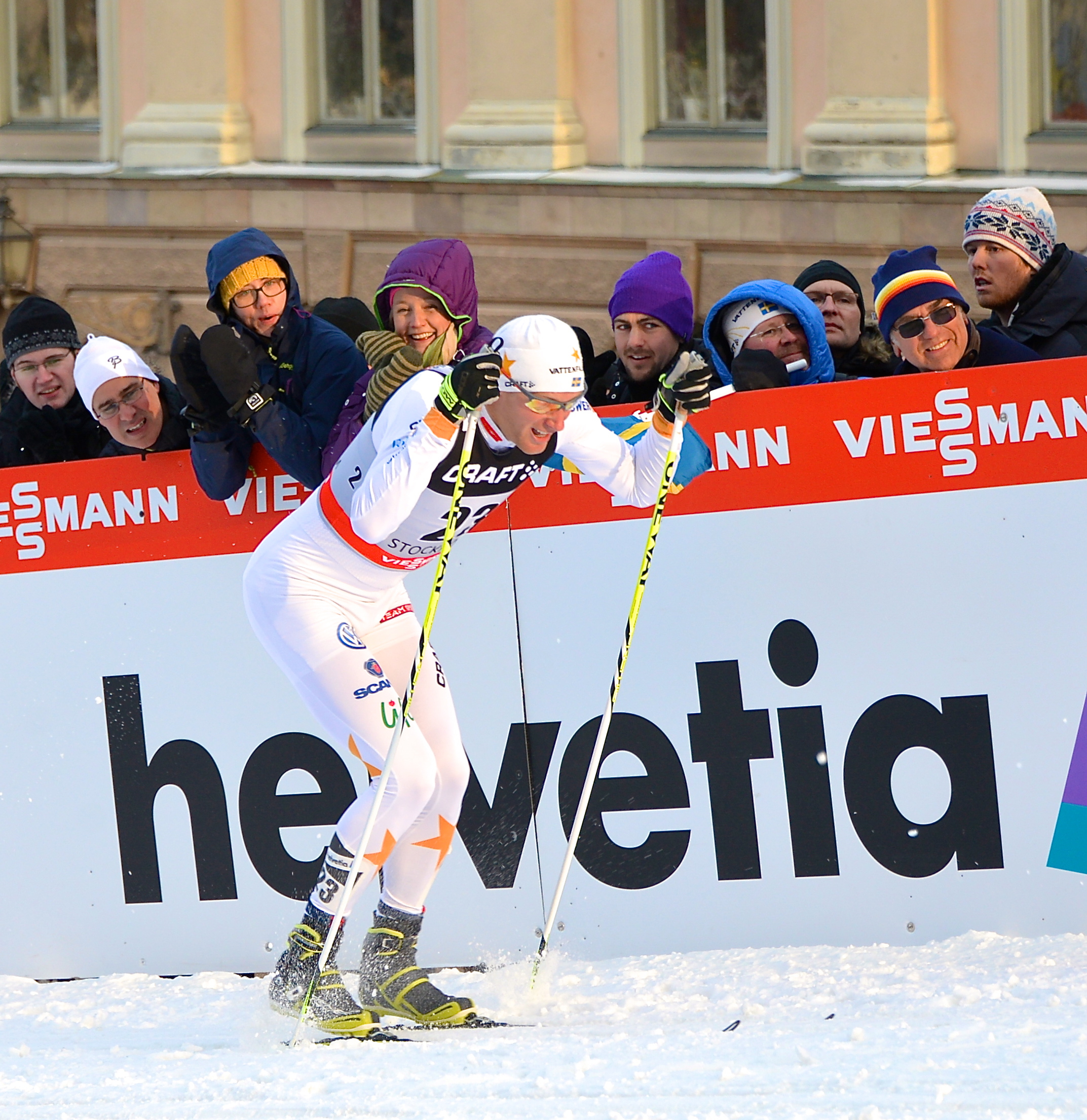

## Världscupssegrar

### Individuellt
| Datum            | Land  | Ort          | Disciplin            |
| ---------------- | ----- | ------------ | -------------------- |
| 19 februari 2011 | Norge | Drammen      | 15 km, klassisk stil |
| 8 mars 2014      | Norge | Holmenkollen | 50 km, klassisk stil |

### Stafett
| Datum            | Land    | Ort       | Disciplin         |
| ---------------- | ------- | --------- | ----------------- |
| 21 november 2010 | Sverige | Gällivare | 4 x 10 km Stafett |

### Övriga segrar
| Datum          | Land    | Ort     | Disciplin                                        |
| -------------- | ------- | ------- | ------------------------------------------------ |
| 7 januari 2010 | Italien | Toblach | 10 km, klassisk stil (Etapp i Tour de Ski 09/10) |